# ケトロラク
ケトロラク（英: Ketorolac）は、トラドール（英: Toradol）などの商品名で販売されおり、疼痛の治療に用いられる非ステロイド性抗炎症薬（NSAID）である。具体的には、中等度から重度の疼痛に推奨される。推奨される投与期間は6日未満である。投与法は、経口、経鼻、静脈注射、筋肉内注射、点眼薬である。効果は、投与から1時間以内にみられ、最長で８時間ほど続く。
一般的な副作用には、眠気、めまい、腹痛、むくみ、吐き気などがあげられる。重度の副作用には、上部消化管出血、腎不全、心筋梗塞、気管支痙攣、心不全、アナフィラキシーなどがあげられる。妊娠後期または授乳中の人への投与は推奨されない。ケトロラクの作用機序は、シクロオキシゲナーゼ1と2（COX1とCOX2）を阻害することによりプロスタグランジンの生成を減らすことによる。
海外においては、ケトロラクは1976年に特許を取得し、1989年に医薬品として承認され、後発医薬品として入手できる。2019年の英国の国民保健サービスにかかる費用は1投与（注射器一本分）1ポンド以下である。米国での同量の卸売価格は約1.50米ドルである。2017年の米国で271番目に最も一般的に処方された医薬品であり、その処方件数は100万件を超える。
日本においては、剤形を問わず未承認である。厚労省への中外製薬による答申報告書によれば、国内での製造開発を行う予定がないとされている。その理由として、以下が挙げられる。
1. 本剤の代替となりうる，経口投与が困難な患者に対する急性疼痛治療を目的とした非オピオイド性消炎鎮痛薬が複数販売されている。
2. 1990～1993 年に 97 件の致死的な副作用（消 化管出血など）が全世界で報告され，数カ国で販売中止，又 は使用制限が設けられている。
3. 安全性の観点で懸念があり，有効性・安全性等が既存の療法と比べて明らかに優れていると結論付 けることはできない。
4. 一部の国・地域において治療の選択肢 のひとつではあるが，欧米において標準的療法と位置付けられていない。
5. 以上の理由から、本剤の医療上の必要性は必ずしも高くないと判断される。

以上のように国内での開発・承認は将来的にも行われない見通しである。
なお、輸入禁止薬には該当しないため、自己の治療の目的で個人輸入を行うことは可能である（ただし、劇薬であるため、規制医薬品に分類されるため、1か月以内の服用量が限度）。主に香港やタイなどの東南アジア圏から輸入代行業者が販売の仲介を行なっているが、重大な副作用をきたすことから、使用は厳に慎重に行うべきである。